# Картезіанський водолаз
Картезіанський водолаз — механічна іграшка, заснована на зміні плавучості при стисканні. Вперше описав 1648 року італійський учений Рафаелло Маджотті.

## Опис
Для виготовлення водолаза нині найчастіше використовують пластикову пляшку з загвинчуваною кришкою. Пляшку заповнюють водою, всередину вгору дном поміщають частково заповнену скляну пляшечку з невеликою додатною плавучістю. Кришку пляшки щільно загвинчують. При стисканні пляшки тиск усередині неї збільшується, об'єм повітря всередині флакона зменшується, і водолаз занурюється. Якщо пляшку відпустити, водолаз спливає.

## Історія

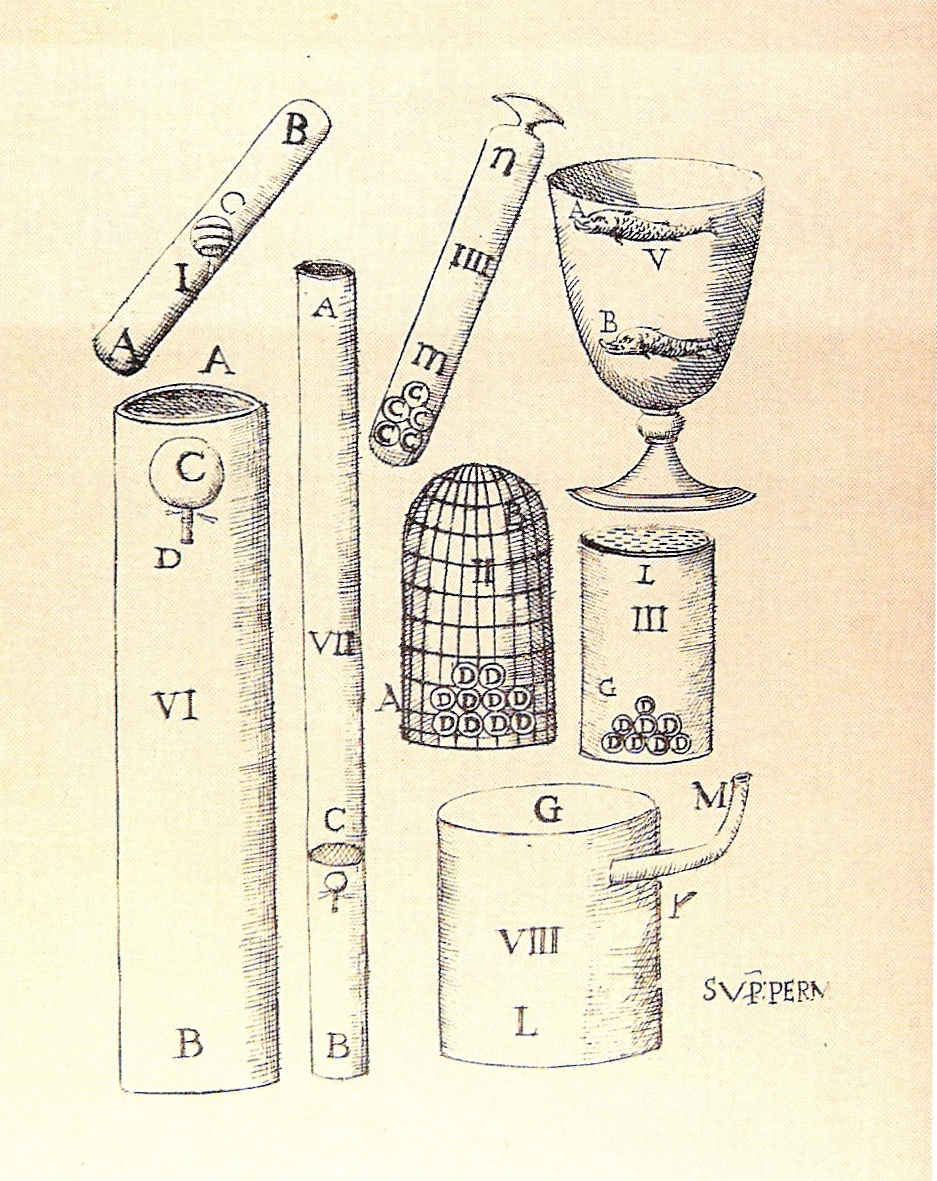
Зліва у вертикальних посудинах плавають два водолази

Рафаелло Маджотті був активним свідком барометричних експериментів, які проводив Гаспаро Берті, а потім Еванджеліста Торрічеллі. У зв'язку з цим Маджотті також проводив свої власні дослідження стисливості води й повітря, результати яких опубліковано в його праці Renitenza certissima dell'acqua alla compressione. Серед численних пристроїв, описаних там — Маджотті називає їх scherzi (жарти) — є й водолази. Маджотті також називає водолазів caraﬃne (пляшечки). Водолази плавають у високих циліндричних посудинах, надлишковий тиск у яких створюється долонею, що їх закриває або, якщо посудина досить вузька, великим пальцем.
Пристрій, який описав Маджотті, незабаром став популярним, але жодна з використаних ним назв не прижилася. Від початку XVIII століття назву пристрою супроводжує атрибут Catresian (картезіанський, декартів), хоча Декарт не мав жодного стосунку ні до самого водолаза, ні до пояснення його дії. Нині, поряд із назвою «картезіанський водолаз» (Cartesian diver) часто використовують назву «картезіанський диявол» (Cartesian devil), а також «поплавок Декарта».
Популярності водолазу додало нове видання 1654 книги Атанасія Кірхера Magnes Sive De Arte Magnetica («Магніт або мистецтво магнетизму»), оперативно доповнене розділом про цей новітній пристрій. Як водолазів Кірхер використав скляні фігурки, що представляють сцени з Благовіщення і Вознесіння Христового. Також він використав фігуру водолаза-диявола. Як наслідок, образ картезіанського водолаза набув релігійного та містичного змісту, і водночас водолаз здобув статус цікавої іграшки.
Що стосується технічної еволюції, то незабаром герметизувати посудину з водолазом та змінювати тиск у ній стали здійснювати не долонями чи пальцями, а органічними плівками. З цією метою, наприклад, використовували свинячий сечовий міхур, який ближче до нашого часу замінено гумовою плівкою.
У XVIII столітті німецькі склодуви налагодили масове виробництво іграшкових водолазів, що збереглося до нашого часу. Найчастіше це були іграшкові чортики із закрученим навколо тіла хвостом, через який вода могла затікати всередину зі збільшенням тиску і витікати при його зменшенні. Такі чортики за періодичної зміни тиску починали обертатися, і за ними закріпилася назва «чорт, що танцює» (нім. Tanzteufel). Французькою «картезіанський водолаз» це теж «танцюрист» — фр. ludion.

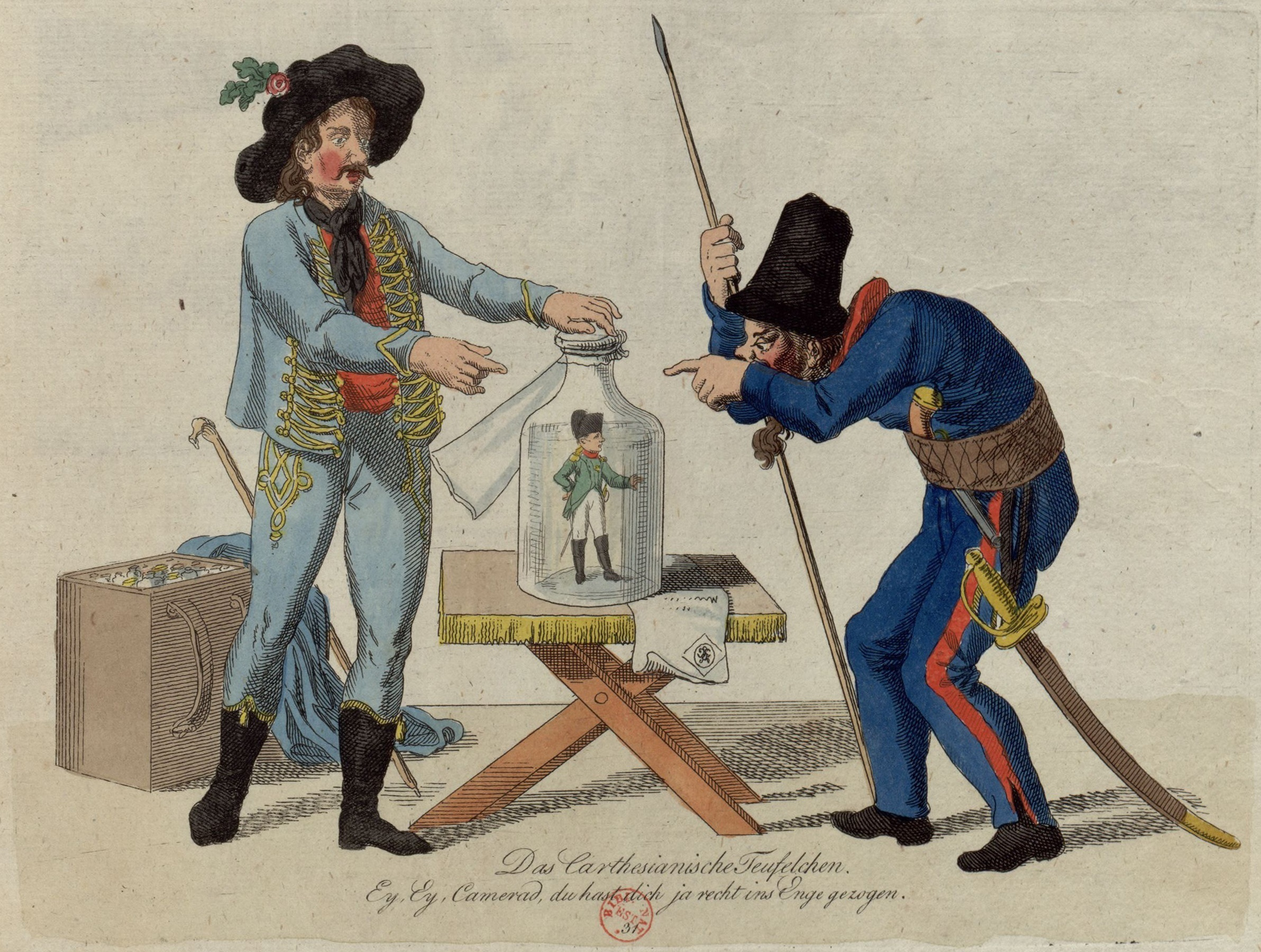
«Наполеон Водолаз», карикатура

Картезіанського водолаза (як «картезіанське чортеня») згадано в спогадах російського ученого Андрія Болотова за 1771 рік. Відома також політична карикатура «Наполеон Водолаз» 1813 року, де російський козак схвально спостерігає за тим, як австрієць притопив маленького Наполеона у великій скляній пляшці.
У Росії картезіанського водолаза називали «американським жителем», він був однією з найпопулярніших іграшок, що продавалися на вербних базарах. Про американського жителя писали Саша Чорний, Володимир Набоков, Теффі, Сергій Горний, Мстислав Добужинський, Самуїл Маршак та багато інших.
Американського жителя зображено на ілюстрації Вадима Фалілєєва до вірша Саші Чорного 1913 року «На вербі». Найвідоміша картина з картезіанським водолазом — дошка Павла Мансурова «Американський житель» 1922 року. За деякими свідченнями, вона належала Данилові Хармсу, а 1995 року її придбав Державний Російський музей.

## Сучасний водолаз
Пластикові пляшки набули масового поширення в 1970-ті роки і виявилися вдалим матеріалом для виготовлення картезіанських водолазів. Відразу ж зникла потреба у плівках, що герметично закривають шийку пляшки, а використання некруглих пляшок дозволило продемонструвати деякі не такі очевидні властивості водолазів. Справа в тому, що пластикова пляшка овального перерізу (а також квадратного або прямокутного) при стисканні може не тільки зменшувати свій об'єм, але й збільшувати його,, завдяки чому водолаз із від'ємною плавучістю, що лежить на дні такої пляшки, може спливати при її стисканні.
Водолаз із додатною плавучістю стійко плаває вгорі: якщо змусити його зануритися, він потім самостійно повертається у верхнє положення. Але так відбувається не завжди. Якщо водолаз, що плаває в досить високій пляшці, має мінімальну додатну плавучість, то при зануренні, за рахунок наростання гідростатичного тиску, його плавучість може стати від'ємною, водолаз опуститься на дно і там залишиться. Такий водолаз має два стійкі положення рівноваги — вгорі і внизу. Насправді він має ще одне, проміжне положення рівноваги на висоті, де його плавучість дорівнює нулю, але воно нестійке. Так чи інакше, виникає задача про переміщення водолаза в обидва боки — зверху донизу та знизу догори. Перша розв'язується стандартно — стисканням пляшки. Друга має кілька розв'язків, але особливо просто це вдається зробити у разі пляшки овального перерізу. При стисканні плоских граней пляшки водолаз опускається, при стисканні ребер піднімається.
Зрештою, пластиковими стають не лише пляшки, а й самі водолази-пляшечки. Дуже зручним матеріалом для виготовлення картезіанського водолаза є пластикові піпетки і пластикові трубочки.
У середині XX століття картезіанському водолазу знайшлося також важливе наукове застосування у мікрохімічних вимірюваннях. Перші дослідження та перші публікації в цьому напрямку належать Ліндерстрему-Лангу та його співробітникам у Карлсберзькій лабораторії. Одне із застосувань водолаза — створення на його основі мікрореспірометра для вивчення дихання одноклітинних організмів.